# Тюрингский потоп
Тюрингский потоп (нем. Thüringer Sintflut) — катастрофическое наводнение 1613 года, во время которого были затоплены многие районы и населённые пункты Тюрингии.

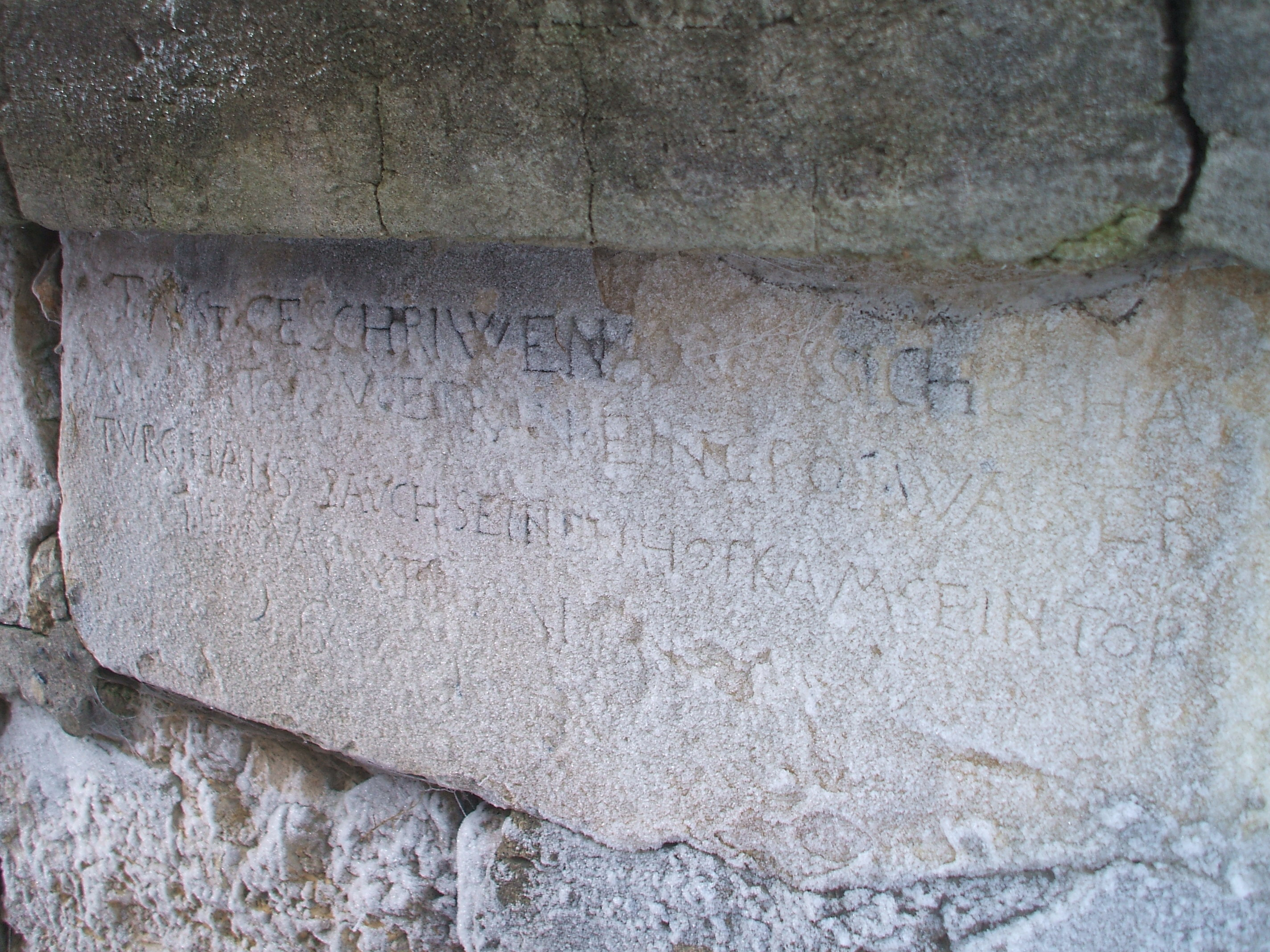
Современная памятная надпись о Тюрингенском наводнении в Райнштедте: «Здесь записано / Что сделалось с воротами / Большая вода пришла на двор Ганса Бауха / Унесла [с собой] его ворота, дверь и стену/1613».

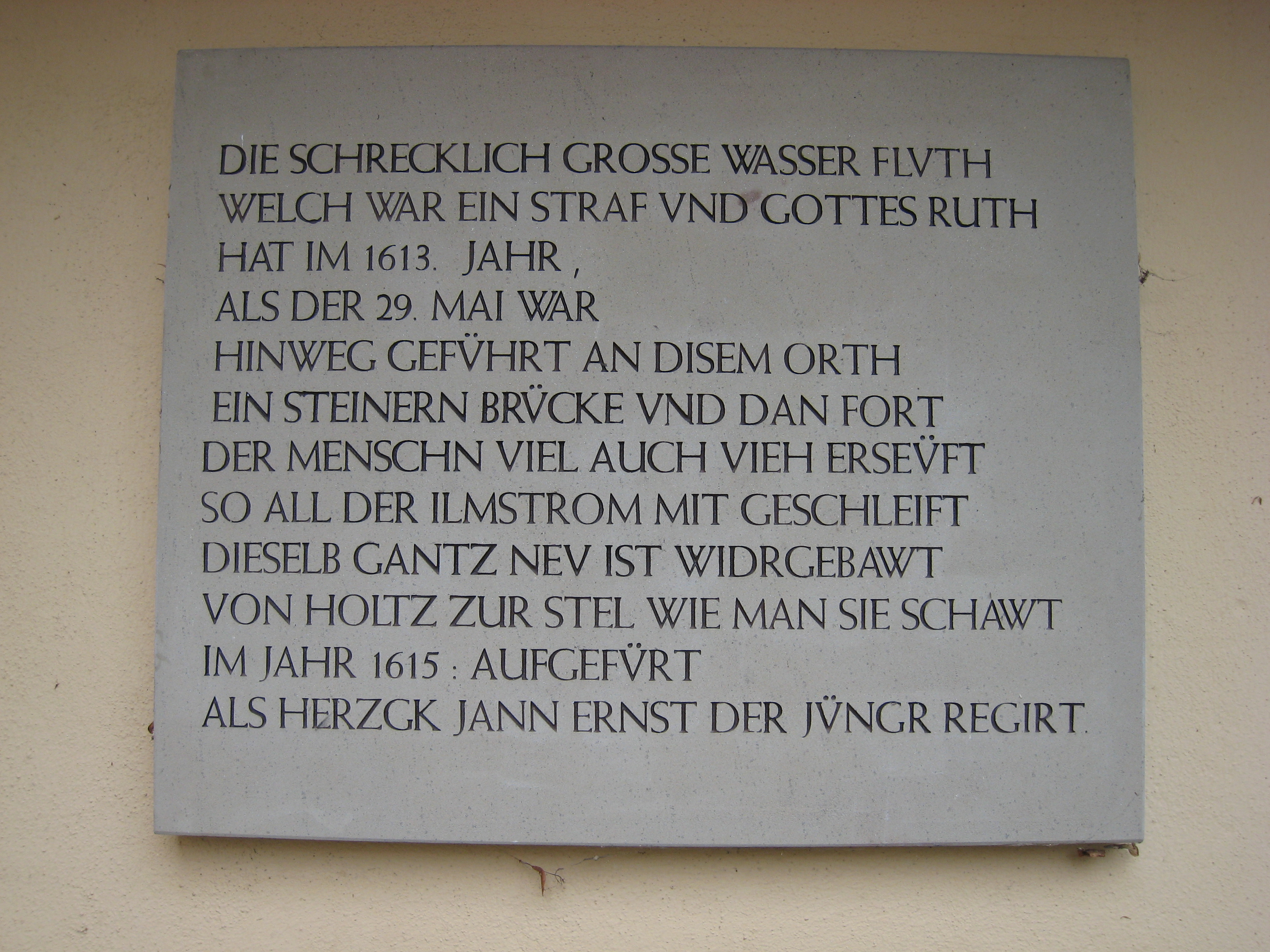
Надпись в Обервеймаре

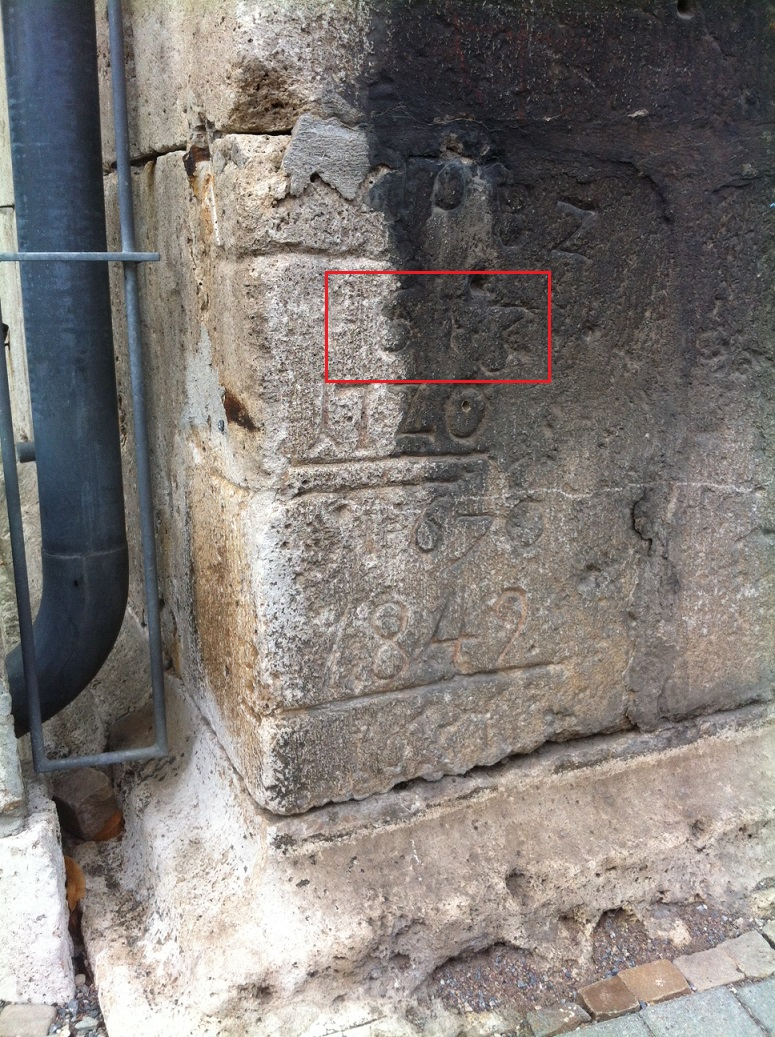
Отметка уровня воды на стене Георгиевской церкви в Мюльхаузене

## История
29 мая 1613 года над некоторыми районами Тюрингии разразилась сильная гроза, обрушившиеся на землю ливневые потоки воды устремились в реки, за несколько часов уровень воды в них поднялся на несколько метров. Пострадали районы от Мюльхаузена, Лангензальцы и Артерна на севере до Штадтильма и Ихтерсхаузена на юге, от Эрфурта и Готы на западе до Наумбурга на востоке. Это ужасное ненастье описывается как «Тюрингский потоп» в хрониках того времени из многих местностей:
В Кале погибло несколько человек, в Йене были затоплены многие районы города. В Цоттельштедте (ныне в составе Апольды) уровень воды в Ильме поднялся на 6-8 м и почти полностью уничтожил прибрежную деревню. В самой Апольде было снесено восемь домов и утонуло 24 животных. Наводнение разрушило 44 дома в Веймаре, 23 дома в Бад-Берке и 125 домов в Эрфурте. В Матштедте уровень воды в Ильме поднялся на 6 метров и затопил всю нижнюю часть деревни. После наводнения хозяйственную деятельность во многих районах пришлось переносить на возвышенные места. В Бад-Зульце новая солеварня, построенная всего за несколько лет до этого на Ильме, пострадала от наводнения, но была восстановлена на прежнем же месте.
Общее число погибших составило 2261 человек.